# Eliza Manningham-Buller
Elizabeth Lydia Manningham-Buller, baronne Manningham-Buller (née le 14 juillet 1948) est officier du renseignement britannique à la retraite. Elle est directrice générale du MI5, le service britannique de sécurité intérieure, d'octobre 2002 jusqu'à sa retraite le 20 avril 2007, à l'âge de 58 ans. Elle est faite pair à vie siégeant comme crossbencher le 18 avril 2008. Elle est co-présidente de Chatham House, aux côtés de John Major et Alistair Darling.
En 2020, elle figure au 86e rang de la liste Forbes des 100 femmes les plus puissantes au monde.

## Vie professionnelle

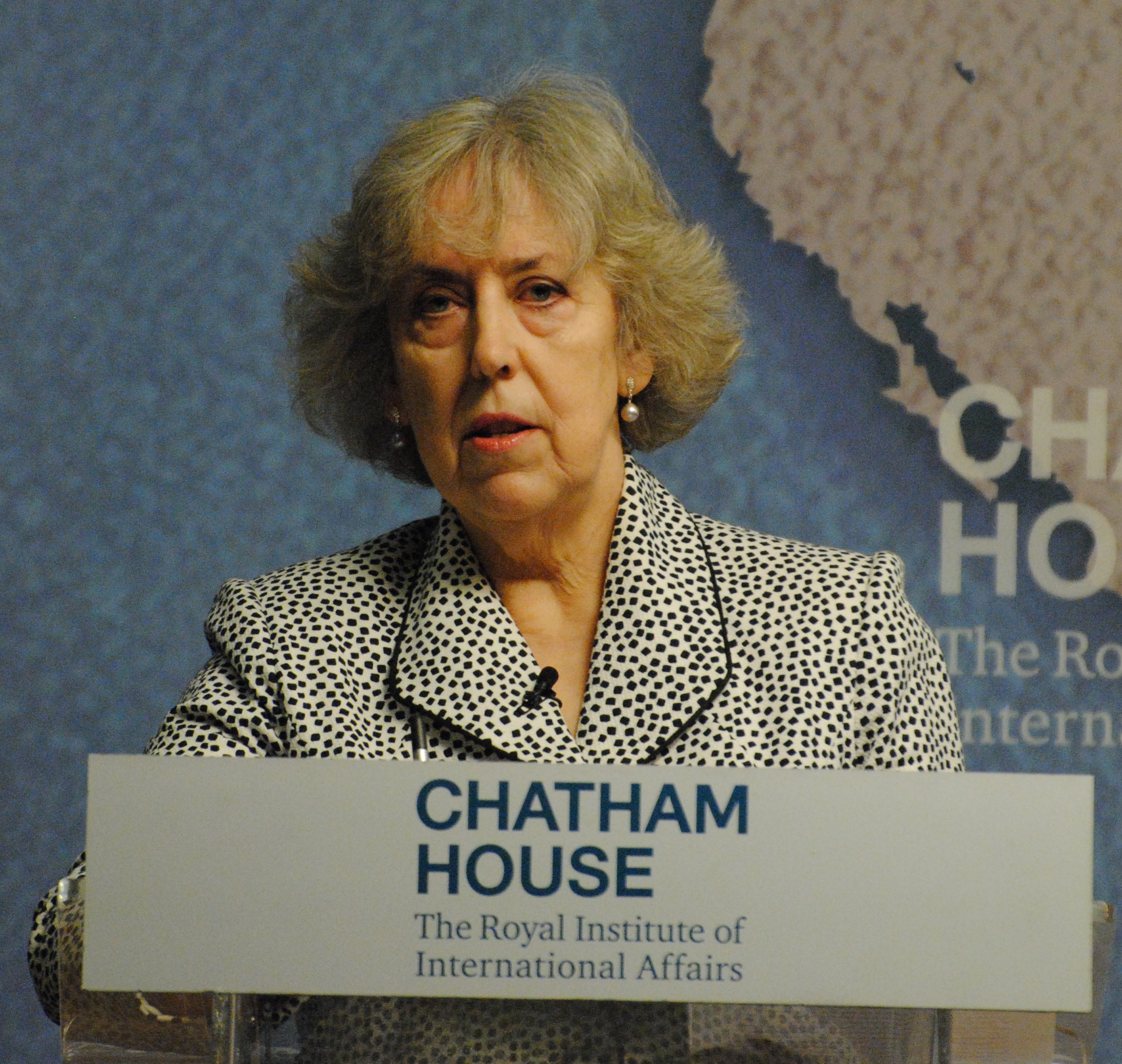
Brexit et sécurité national : Séparer les faits des mythes, 11 Mai 2016 - Elizabeth Lydia Manningham-Buller

Lady Manningham-Buller travaille comme enseignante pendant trois ans à la Queen's Gate School, Kensington, Londres de 1971 à 1974, après avoir étudié l'anglais à Lady Margaret Hall, Oxford, avant de rejoindre le Service de sécurité. Elle est recrutée par les services de sécurité lors d'un apéritif lorsque quelqu'un lui suggère de voir quelqu'un du ministère de la Défense . Spécialisée dans le contre-terrorisme plutôt que dans le contre-espionnage alors classique du MI5, elle est active au moment de l'attentat de Lockerbie par la Libye en 1988. Elle travaille pour K-branch contre l'IRA. Au début des années 1980, elle aurait été l'une des cinq personnes à savoir qu'Oleg Gordievsky, le chef adjoint du KGB à l'ambassade soviétique à Londres, est en fait un agent double.
Elle est officier de liaison principal travaillant à partir de Washington, DC auprès de la communauté du renseignement américain pendant la période de la première guerre du Golfe, avant de diriger la nouvelle section irlandaise de lutte contre le terrorisme à partir de 1992, lorsque le MI5 s'est vu confier la responsabilité principale de ce travail (à la place de la police métropolitaine). Après avoir été promue au conseil d'administration du service de sécurité l'année suivante, Manningham-Buller devient directrice chargée de la surveillance et des opérations techniques. Elle est nommée directrice générale adjointe en 1997, et succède à Sir Stephen Lander comme directrice générale en 2002, la deuxième femme à assumer ce rôle après Dame Stella Rimington.
Dans les honneurs d'anniversaire de 2005, Manningham-Buller est nommée Dame Commandeur de l'Ordre du Bain (DCB). Elle démissionne du MI5 le 21 avril 2007 et est remplacée par son adjoint, Jonathan Evans. Elle est élevée à la pairie en tant que baronne Manningham-Buller, de Northampton dans le comté de Northamptonshire le 2 juin 2008.
Elle rejoint le circuit de prise de parole en public . Elle est nommée à la Cour et au Conseil de l'Imperial College de Londres en 2009, devenant vice-présidente plus tard cette année-là, et nommée présidente en juillet 2011 . Elle devient gouverneure de l'organisme caritatif de recherche biomédicale Wellcome Trust en 2008 et la première femme présidente du Trust le 1er octobre 2015 .
Le jour de la Saint-Georges (23 avril), 2014, Lady Manningham-Buller est nommée chevalier de l'ordre de la Jarretière (KG) par la reine Élisabeth II.

## Vie privée
Lady Manningham-Buller est la deuxième fille de Reginald Manningham-Buller (1er vicomte Dilhorne), et de son épouse, Mary Lindsay. Le père de Manningham-Buller, Lord Dilhorne (1905-1980) est un député conservateur de 1943 à 1962. Il est le deuxième plus haut juriste de Grande-Bretagne, le solliciteur général. Il est Lord Chancelier pendant deux ans. Il est créé pair héréditaire avec le titre de vicomte Dilhorne. Sa mère, Lady Dilhorne, entraîne des pigeons voyageurs qui sont utilisés pour faire voler des messages codés pendant la Seconde Guerre mondiale. Les pigeons sont largués dans des paniers en osier avec de petits parachutes au-dessus de la France et de l'Allemagne et ils sont utilisés pour retourner au pigeonnier de sa mère avec des renseignements . L'un des pigeons a remporté la médaille Dickin et un autre a rapporté les renseignements du projet de fusée V-2 à Peenemünde, en Allemagne. Lady Dilhorne est décédée dans l'Oxfordshire le 25 mars 2004, à l'âge de 93 ans.
Manningham-Buller fait ses études à la Northampton High School et à la Benenden School .
Le 15 juillet 1991, elle épouse David John Mallock et a cinq beaux-enfants du mariage antérieur de son mari ,.

## Distinctions
- Dame de l'ordre de la Jarretière (KG) en 2014.
- Dame commandeur de l'ordre du Bain (DCB)